# Ундрик
Ундрик —  упразднённая деревня в Тулунском районе Иркутской области России. 

## География
Находилась примерно в 50 км к юго-западу от районного центра — города Тулун, на берегу одноимённой реки, притока реки Едогон (бассейн реки Икей).

## История
Деревня основана как переселенческий участок. Заселена не позднее 1911 года.
Деревня была упразднена в 1960-е годы. Жители переселены в основном в село Икей.